# David Späth
David Späth (Kaiserslautern, 29 de abril de 2002) é um jogador de handebol alemão.

## Carreira

### Carreira nos clubes
Tendo iniciado sua carreira no handebol aos seis anos de idade, Späth jogou por uma variedade de times de sua cidade natal, Kaiserslautern, antes de ingressar no time sub-19 do Rhein-Neckar Löwen da Bundesliga em 2018, onde terminou em segundo no campeonato alemão A-Jugend (faixa etária) em sua temporada de estreia. Como resultado das lesões sofridas por Andreas Palicka e Mikael Appelgren, os goleiros do time principal, Späth fez 26 aparições na temporada 2020-21 da Bundesliga, recebendo elogios por seu bom desempenho apesar de sua inexperiência. Ele também fez sua estreia internacional no clube na Liga Europeia EHF, uma competição na qual o time terminou em terceiro lugar.
No ano seguinte, Späth continuou jogando tanto pelo time principal quanto pelo time reserva até novembro, quando uma colisão com a trave o fez sofrer uma lesão no ligamento cruzado anterior que o impediu de jogar por quase um ano. Ele fez seu retorno no final de 2022 em um jogo contra o HSV Hamburg. Tendo lutado para chegar à posição de goleiro titular, Späth desempenhou um grande papel na conquista da DHB-Pokal de 2023, salvando três arremessos de sete metros no que ele chamou de "o maior momento de [sua] carreira" até o momento. Späth assinou uma extensão de contrato naquele verão, que o manteria no clube até 2027.

### Carreira internacional
Späth representou a Alemanha no Campeonato Europeu Sub-19 de 2021, onde a Alemanha ganhou o ouro. Ele foi escolhido para o time All-Star como Melhor goleiro. Ele também participou do Campeonato Mundial Júnior de 2023, onde a Alemanha ganhou o ouro novamente, e ele estava mais uma vez no time All-Star.
Ele estreou pela seleção alemã em novembro de 2023 contra o Egito e foi selecionado para a equipe do Campeonato Europeu de Handebol Masculino de 2024. Späth entrou no torneio na função de goleiro reserva de Andreas Wolff, um campeão europeu e mentor de Späth, onze anos mais novo. O estreante brilhou em uma partida da fase de grupos contra a Macedônia do Norte, onde uma série de defesas e as comemorações apaixonadas de Späth foram manchetes. A equipe terminou em quarto lugar, com Späth tendo uma porcentagem de defesas de 28% em comparação com os 35% de Wolff.
Nos Jogos Olímpicos de Verão de 2024, em Paris, conquistou a medalha de prata no torneio masculino do handebol, após confronto na final contra a equipe dinamarquesa.